# 종교 영화
종교영화(宗敎映畵, Religious film)는 특정 종교를 주제로 한 영화를 말한다. 종교의 교리를 소개하는 내용, 특정 종교에 대한 작가의 해석이 담긴 내용 등의 다양한 내용과 주제를 담고 있다. 하지만 《달마야 놀자》나 《할렐루야》처럼 전반적으로 종교를 소재로 하고 있지만, 오락영화인 경우도 있다.

## 기독교 영화
- 아래 영화는 기독교를 주제로 한 영화이다.
- 《벤허》(Ben-Hur)
- 《예수 영화》(Jesus Film)
- 《나자렛 예수》
- 《왕중왕》
- 《미션》
- 《가든 오브 에덴》
- 《그리스도 최후의 유혹》
- 《르메로》
- 《패션 오브 크라이스트》

## 불교 영화
- 아래 영화는 불교를 주제로 한 영화이다.
- 《아제 아제 바라아제》

## 같이 보기
- 기독교 영화 목록